# 巴洛特拉
巴洛特拉（Balotra），是印度拉贾斯坦邦Barmer县的一个城镇。总人口61724（2001年）。

## 人口
该地2001年总人口61724人，其中男性33092人，女性28632人；0—6岁人口10672人，其中男5592人，女5080人；识字率62.21%，其中男性为73.47%，女性为49.19%。